# Kanovijver (Efteling)
De Kanovijver lag in attractiepark de Efteling. Ruim 50 jaar lang, tussen 1953 en 2005, konden bezoekers hier met een kano varen. De vijver is tegenwoordig in gebruik voor De Vliegende Hollander en de houten achtbaan Joris en de Draak.

## Geschiedenis
Oorspronkelijk bevond de Kanovijver zich samen met de Roeivijver in de grote plas aan de zuidzijde van het park, op de locatie waar nu de Piraña, Joris en de Draak en De Vliegende Hollander zich bevinden. Het oostelijke gedeelte van de plas was voor roeiboten, het westelijke gedeelte voor kano's.
In 1976 werd de scheiding tussen beide vijvers, bestaande uit paaltjes met dwarslatten, vervangen door een wankelbrug, die in 1983 met de komst van de Piraña in oostelijke richting werd verplaatst. Later vormde de (aangepaste) Wankelbrug nog een onderdeel van de uitgangsroute van de Pegasus. 
Met de komst van de Piraña werd een groot gedeelte van de vijver gedempt. De roeiboten kwamen in de Vonderplas, terwijl de kano's verhuisden naar de oorspronkelijke Roeivijver. In 2005 moesten de kano's uiteindelijk het veld ruimen om plaats te maken voor De Vliegende Hollander. Het bedieningshuisje van de attractie is sinds 2007 verwijderd. 

## Trivia
- De attractie werd gesloten bij hevige regen, na 20.00 uur in het hoogseizoen en tijdens Winter Efteling.

Lijst van attracties in de Efteling · Lijst van sprookjes in de Efteling · Afbeeldingen